# Thüringer Becken (mit Randplatten)

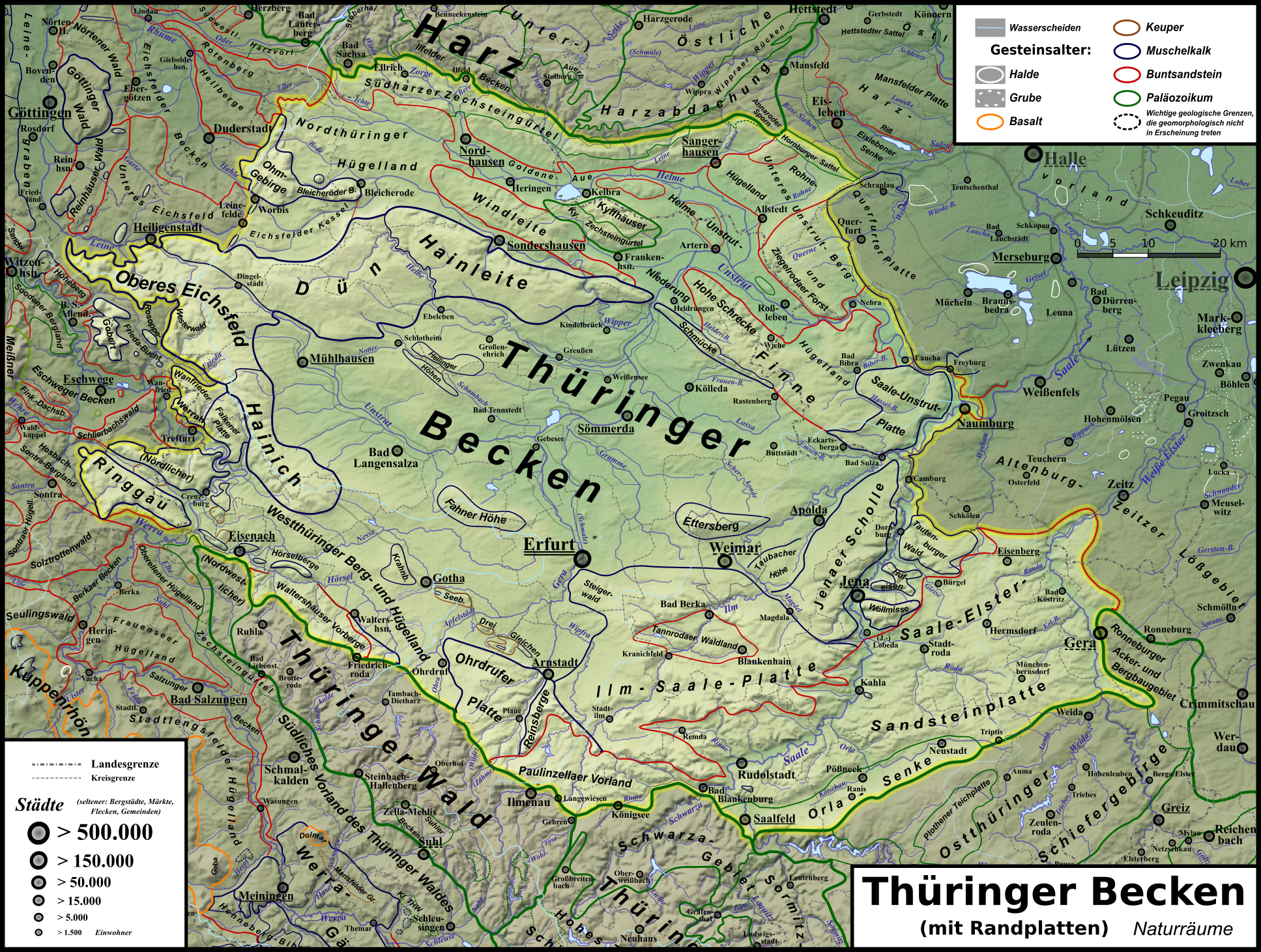
Unter-Naturräume des Thüringer Beckens nebst Randplatten

Thüringer Becken (mit Randplatten) bezeichnet eine naturräumliche Haupteinheitengruppe nach dem Handbuch der naturräumlichen Gliederung Deutschlands, die die flachwellige Keuperlandschaft des Thüringer Beckens, seine bis 604,4 m (Reinsberge) hohen Randplatten aus Muschelkalk sowie zum Teil deren Umrahmung aus Buntsandstein und die Zechsteingürtel um angrenzende Mittelgebirge umfasst. Das Keuperbecken liegt fast gänzlich in Thüringen, seine Randplatten liegen zum Teil auch in Sachsen-Anhalt und Hessen, mit minimalen Anteilen in Niedersachsen.
Die Gliederung des Handbuches wurde vom Bundesamt für Naturschutz (BfN) weitgehend übernommen. Die Thüringer Landesanstalt für Umwelt und Geologie in Jena (TLUG) hat eine eigene naturräumliche Gliederung erstellt, die viele Untereinheiten fast deckungsgleich enthält, jedoch keine Hierarchien in Haupteinheitengruppen und Haupteinheiten vorsieht, sondern jeweils ausschließlich nach den anstehenden Gesteinen klassifiziert, wobei sowohl inselartige Einheiten vorkommen als auch solche, die durch andere Einheiten in mehrere Teile geteilt werden. Im Handbuch sind demgegenüber alle naturräumlichen Einheiten einfach zusammenhängend (d. h. ohne „Löcher“ und ohne Unterbrechungen), weshalb geologisch abweichende Teil-Naturräume gegebenenfalls in eine Übereinheit  integriert wurden.

## Naturräumliche Gliederung
Das Thüringer Becken (mit Randplatten) stellt die einzige naturräumliche Haupteinheitengruppe dar, die, aufgrund ihres Umfanges, gleich zwei zweistellige Kennziffern erhalten hat. In der nachfolgenden Aufteilung in Haupteinheiten (dreistellig) nebst gegebenenfalls Untereinheiten nach TLUG Jena sind in Klammern je die Größe, die Lage innerhalb der Übereinheit, die beteiligten Bundesländer (TH, ST, HE oder NI) sowie das anstehende Gestein (Rotliegend, Zechstein, Buntsandstein, Muschelkalk, Keuper; Flussaue) angegeben:
- 47/48 Thüringer Becken (mit Randplatten) – 9.909 km²
  - 470 Orlasenke (137 km²; äußerster Südosten, TH; Zechstein)
  - 471 Saale-Elster-Sandsteinplatte (916 km²; Südosten, TH/ST; Buntsandstein)
    - (TLUG nennt den innerthüringischen Teil Saale-Sandsteinplatte)

  - 472 Mittleres Saaletal[5] (151 km²; Südosten, TH; Flussaue der Saale)
  - 473 Paulinzellaer Vorland[6] (202 km²; äußerster Süden, TH; Buntsandstein)
  - 474 Ilm-Saale- und Ohrdrufer Platte[7] (1399 km²; südöstlich an das Kernbecken anschließend, TH; Muschelkalk)
    - Tannrodaer Waldland (inselartig zentral; Buntsandstein)
    - Linke Saalehänge zwischen Rudolstadt und Kahla (Süden, Buntsandstein; bei TLUG zur Saale-Sandsteinplatte)

  - 480 Waltershäuser Vorberge[8] (93 km²; äußerster Südwesten, TH; Buntsandstein)
  - 481 Westthüringer Berg- und Hügelland (495 km²; südwestlich an das Kernbecken anschließend, TH; Keuper)
    - Hörselberge und westlicher Randsaum Eisenach–Krauthausen–Creuzburg–Mihla (Teil der TLUG-Einheit Werrabergland-Hörselberge; Muschelkalk)

  - 482 Thüringer Becken (2528 km²; zentral, TH/ST; Keuper)
    - Fahnersche Höhe (inselartig knapp südwestlich des Zentrums, TH; Muschelkalk)
    - Ettersberg (inselartig südöstlich des Zentrums, TH; Muschelkalk)
    - Unstrutaue Mühlhausen–Bad Langensalza (Nordwesten, Flussaue der Unstrut)

  - 483 Ringgau–Hainich–Obereichsfeld–Dün–Hainleite (1360 km²; westlich bis nördlich an das Kernbecken anschließend, TH/HE; Muschelkalk)
    - (laut TLUG unter Hainich–Dün–Hainleite ohne den Westteil nebst Ringgau ganz in Thüringen)

  - 484 Nordthüringer Hügelland (498 km²; Norden, TH; Buntsandstein)
    - (TLUG fasst in der Einheit Nordthüringer Buntsandsteinland das Hügelland zum einen mit dem sich westlich anschließenden Unteren Eichsfeld exclusive dem inselartigen Muschelkalk-Höhenzug Ohmgebirge-Bleicheröder Berge sowie dem kleinen thüringischen Anteil an der Leine-Ilme-Senke zusammen, zum anderen im Osten mit dem nordwestlichsten Teil des Unteren Unstrut-Berg- und Hügellandes, der bis Nordhausen reicht; im östlichen Teil stimmt dieses mit den Landschaftssteckbriefen des BfN überein, die das Nördliche Unstrut-Berg- und Hügelland nach Westen bereits bei Berga enden lassen)

  - 485 Südharzer Zechsteingürtel[9] (267 km²; äußerster Norden, TH/NI; Zechstein)
  - 486 Kyffhäusergebirge (72 km²; Norden, TH/ST; Rotliegend)
    - Zechsteingürtel am Kyffhäuser (Südteil der Einheit; Zechstein)

  - 487 Gera-Unstrut-Helme-Niederung[10] (528 km²; vom südlichen Zentrum des Kernbeckens bis Norden, TH/ST; Flussaue von Gera, Unstrut und Helme)
    - Gera-Unstrut-Niederung (im Inneren des Kernbeckens, TH)
    - Helme-Unstrut-Niederung (nördlich an das Kernbecken anschließend, TH/ST)
    - Ostabdachung des Kyffhäuser (zentral, TH/ST; Buntsandstein – bei TLUG der Einheit Hohe Schrecke–Schmücke–Finne zugerechnet)

  - 488 Unteres Unstrut-Berg- und Hügelland (853 km²; Nordosten bis äußerster östlicher Norden, ST/TH; Buntsandstein)
    - Hohe Schrecke–Schmücke–Finne (in BfN-Steckbrief Südliches Unstrut Berg- und Hügelland, Südostteil, ST/TH; an der südwestlichen Nahtstelle Muschelkalk, sonst Buntsandstein)

  - 489 Querfurter Platte und Untere Unstrutplatten (446 km²; äußerster Nordosten bis nördlicher Osten, ST; Muschelkalk)

### Benachbarte Haupteinheitengruppen und Haupteinheiten
Die Randplatten des Thüringer Beckens treffen, im Uhrzeigersinn, im Süden und Südwesten auf das Thüringisch-Fränkische Mittelgebirge mit dem Thüringer Schiefergebirge und dem Thüringer Wald, nach Westen auf das Osthessische Bergland mit dem Fulda-Werra-Bergland und dem Unteren Werrabergland, nach Nordwesten auf das Niedersächsische Bergland mit (v. a.) Unterem Eichsfeld und Eichsfelder Becken, nach Norden auf den Harz, nach Nordosten auf das Mitteldeutsche Schwarzerdegebiet mit dem Östlichen Harzvorland, nach Osten auf das Sächsische Hügelland mit dem Altenburg-Zeitzer Lösshügelland und nach Südosten auf das Vogtland mit den Ostthüringisch-Vogtländischen Hochflächen.

## Geologische Struktur und Geomorphologie

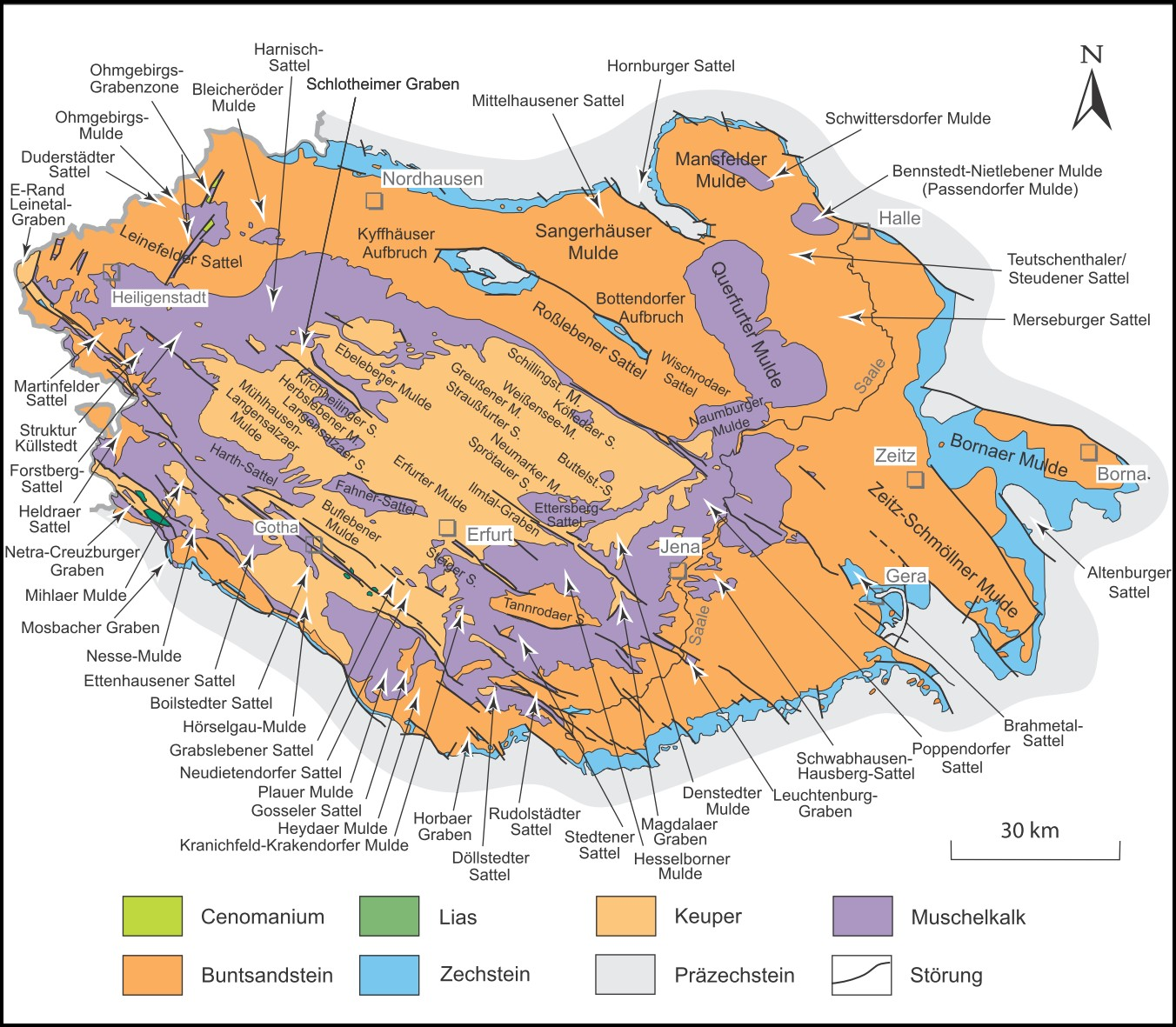
Geologische Struktur des Thüringer Beckens mit den Triasgesteinen Keuper (im Inneren), Muschelkalk (Randplatten) und Buntsandstein (äußere Umrahmung)

Das Thüringer Becken und seine Umrahmung bilden eine halbwegs konzentrisch angeordnete Schichtstufenlandschaft des Trias. Das flachwellige, ackerbaulich ertragreiche Keuper-Hügelland wird von mächtigen Muschelkalk-Höhenzügen umschlossen, die in der Regel vom Beckeninneren her eher allmählich ansteigen, jedoch oft an der Außenkante steil in einer Schichtstufe abfallen.
Besonders deutlich wird dieses in der westlichen Dün, zu der, von der Unstrut bei Dachrieden (ca. 240 m) aus, die Landschaft über 14 km nach Nordwesten auf gut 515 m zum Hockelrain ansteigt (durchschnittlich um 2 % = 1° Steigung), um an dessen Nordhang sehr abrupt innerhalb von gut 300 horizontalen Metern von 500 m auf 400 m abzusinken (durchschnittlich 30 % = 17° Gefälle, stellenweise über 100 % = 45°), bis dann im Buntsandstein das Gelände wieder eher allmählich auf etwa 310 m zur Leine bei Beuren abfällt.
Ähnliche Verhältnisse zwischen den Hangneigungen bei insgesamt steilerem Verlauf weist die Schichtrippe der Hörselberge auf. So fällt vom ins Beckeninnere weisenden Nordosthang des Großen Hörselbergs 484 m aus die Landschaft binnen etwa 850 horizontalen Metern die Höhenlage von 475 m auf 375 m (durchschnittlich 12 % = 7° Gefälle), während der gleiche Höhenunterschied an der nach außen weisenden Südwestseite binnen weniger als 150 Horizontalmetern (durchschnittlich 70 % = 35° Gefälle!) bewältigt wird.
Den absolut gesehen imposanteren Schnellabfall nach außen weist indes die am Hohestein 569 m hohe Gobert im Westen, an der Landesgrenze zu Hessen, auf, an deren Westflanke die Landschaft innerhalb von 1,4 Kilometern von der Hörne (ca. 515 m) um 365 Meter bis auf 150 m an der Werra sinkt (durchschnittlich 26 % = 15° Gefälle). Allerdings ist die Gobert vom das Keuperbecken umrahmenden östlichen Kamm des Oberen Eichsfelds durch eine Senke entlang der Eichenberg–Gotha–Saalfelder Störungszone getrennt und wird meistens zur Nachbar-Haupteinheit Unteres Werrabergland (Haupteinheitengruppe Osthessisches Bergland) gerechnet.
Demgegenüber wird das Becken im Osten, im Bereich der Finne-Störungszone, stellenweise durch einen zwar beidseitig steilen, jedoch insgesamt weniger hohen Muschelkalk-Grat begrenzt, während im Südosten der Anstieg zur Ilm-Saale-Platte unauffällig verläuft. An einer kleinen Bucht im westlicheren Süden, zwischen Ohrdruf und Georgenthal, entfallen die Schichtstufen des Muschelkalks und des Buntsandsteins sogar fast vollständig, und das sehr schnell um 700 m und mehr erreichende Grundgebirge des Thüringer Waldes ragt unmittelbar empor.
Die sich nach außen an den Muschelkalk anschließenden Buntsandstein-Höhenzüge erreichen, anders als dieses z. B. an der Südwestflanke des Thüringer Waldes (d. h. vom Keuperhügelland des Grabfelds aus nach außen) der Fall ist, zumeist nicht die Höhe ihrer Muschelkalk-Nachbarn. Und dort, wo sie den Muschelkalk überragen (z. B. Finne im Nordosten) oder annähernd seine Höhen erreichen (Windleite im Norden), steigen sie deutlich sanfter an als die Schichtstufe abfällt.

### Äußeres Höhenprofil
Die unmittelbaren Randanhöhen des zentralen Keuperbeckens, also des eigentlichen Thüringer Beckens und des inneren Westthüringer Berg- und Hügellandes, weisen, im Uhrzeigersinn, beginnend am Ilmaustritt im äußersten Osten, folgende Höhen ü. NHN auf: 
(bei Randhöhen ab 1 km Entfernung ist jeweils die ungefähre Entfernung zum Beckenrand angegeben, Erhebungen in 2. Reihe sind eingerückt;
falls auf den Randhöhen nicht Muschelkalk ansteht, ist das entsprechende Gestein angegeben)
- - ↓Ilm-Austritt bei Bad Sulza (ca. 115 m – nah der Mündung in die Saale)
- Ilm-Saale- und Ohrdrufer Platte
  - Silberhügel (261 m, Ilm-Saale-Platte unmittelbar rechts der Ilm)
  - Hainicher Berg (339 m, 7 km; Norden der Ilm-Saale-Platte, nah dem Ilm-Austritt)
    - Kaitsch (497,4 m, 10 km; Ilm-Saale-Platte)

  - ↓Ilm-Eintritt bei Weimar (ca. 200 m)
  - Berg an der Wasserleite (491 m, 2 km; Reinsberge/Ohrdrufer Platte unmittelbar rechts des Gera-Eintritts)
    - Halskappe (605,4 m, 9 km; Reinsberge/Ohrdrufer Platte unweit rechts der Gera)

  - ↓Gera-Eintritt bei Arnstadt (ca. 280 m)
  - Maempels Aussicht (438 m, 1,5 km; Plateau von Gossel/Ohrdrufer Platte unmittelbar links des Gera-Eintritts)
    - Ebanotte (517,8 m, 5 km; Plateau von Gossel/Ohrdrufer Platte unweit links der Gera)

  - ↓Wilde Weiße-Eintritt im Westen Arnstadts (ca. 280 m)
  - Pfennigsberg (431 m, Nordosten der westlichen Ohrdrufer Platte, unmittelbar westlich des Wilde-Weiße-Eintritts)
  - Wachsenburg (421 m, Drei Gleichen/Westthüringer Berg- und Hügelland)
  - Schloßleite (400 m, Drei Gleichen/Westthüringer Berg- und Hügelland)
  - Musketierberg (461 m, 1,5 km; Nordwesten der Ohrdrufer Platte)
- Thüringer Wald (Grundgebirge)
  - Kienberg (720,3 m, 1 km)
  - ↓Ohra-Eintritt zwischen Ohrdruf und Luisenthal (ca. 410 m)
  - Brandkopf (672 m, 1,5 km)
    - Großer Buchenberg (812,7 m, 8 km)

  - ↓Apfelstädt-Eintritt bei Georgenthal (ca. 380 m)
- Waltershäuser Vorberge (Buntsandstein)
  - Ziegelberg (519 m, 1 km)
  - ↓Hörsel-Eintritt bei Schönau vor dem Walde (ca. 315 m)
  - Finstere Tanne (520 m, 1,5 km)
    - Großer Inselsberg (916,5 m, 8 km; Thüringer Wald)
- Westrand des Westthüringer Berg- und Hügellandes
  - ↓Hörsel-Austritt bei Sättelstädt (ca. 265 m)
  - Hörselberge (484,2 m)
  - Petersberg (344 m)
  - ↓Nesse-Mündung in Eisenach (215 m)
  - Karlskuppe (377 m)
  - Moseberg (364 m)
  - ↓Madel-Austritt bei Madelungen (ca. 240 m)
  - Hohleite (385,8 m)
  - Mihlberg  (378 m)
  - ↓Lauterbach-Mündung in die Werra bei Mihla (184 m)
- Ringgau–Hainich–Obereichsfeld–Dün–Hainleite
  - Harsberg (410 m; Südwestrand des Hainich nah der Lauterbachmündung)
  - Alter Berg (493,9 m, 2 km; Hainich)
  - Rain nordwestlich Struths (516,7 m, 5 km; Oberes Eichsfeld)
  - ↓Unstrut-Eintritt bei Dachrieden (ca. 240 m)
  - Kuppe nah dem Keulaer Rondell (522 m, 11 km; Dün)
  - ↓Helbe-Eintritt bei Wiedermuth (ca. 250 m)
  - Kuppe südwestlich Straußbergs (463,2 m, 7 km, westliche Hainleite)
  - Wolfshof (442 m, mittlere Hainleite südöstlich Sondershausens)
  - ↓Wipper-Eintritt bei Günserode (ca. 150 m)
  - namenlose Kuppe (391 m, 1 km; östliche Hainleite, unmittelbar links der Wipper)
- Gera-Unstrut-Helme-Niederung (Flussaue)
  - ↓Unstrut-Austritt (Thüringer Pforte) zwischen Sachsenburg und Oldisleben (ca. 125 m)
- Unteres Unstrut-Berg- und Hügelland (Buntsandstein mit Randgrat aus Muschelkalk)
  - Scharfer Berg (250 m, nordwestlicher Sporn der Schmücke in unmittelbarer Pfortennähe)
  - Künzelsberg (380,1 m, 1 km; Schmücke)
  - ↓Hirschbach-Eintritt bei Burgwenden (ca. 230 m)
  - Finnberg (330 m, westlicher Randgrat der Finne)
    - Steinberg (359 m, Buntsandstein; Hochfläche der nordwestlichen Finne)

  - ↓Lossa-Eintritt bei Rastenberg (ca. 200 m)
  - Mühlberg  (312 m, 1 km, Buntsandstein; südöstliche Finne)
  - Klosterholz (312 m, 1 km, Buntsandstein; südöstliche Finne)
- Querfurter Platte und Untere Unstrutplatten
  - Schloßberg Eckartsberga (300 m)
  - Sonnenkuppe (236 m, unmittelbar links des Ilmtals)
  - [↓ wieder Ilm-Austritt bei Bad Sulza (ca. 115 m – nah der Mündung in die Saale)]

### Störungen und Schollen

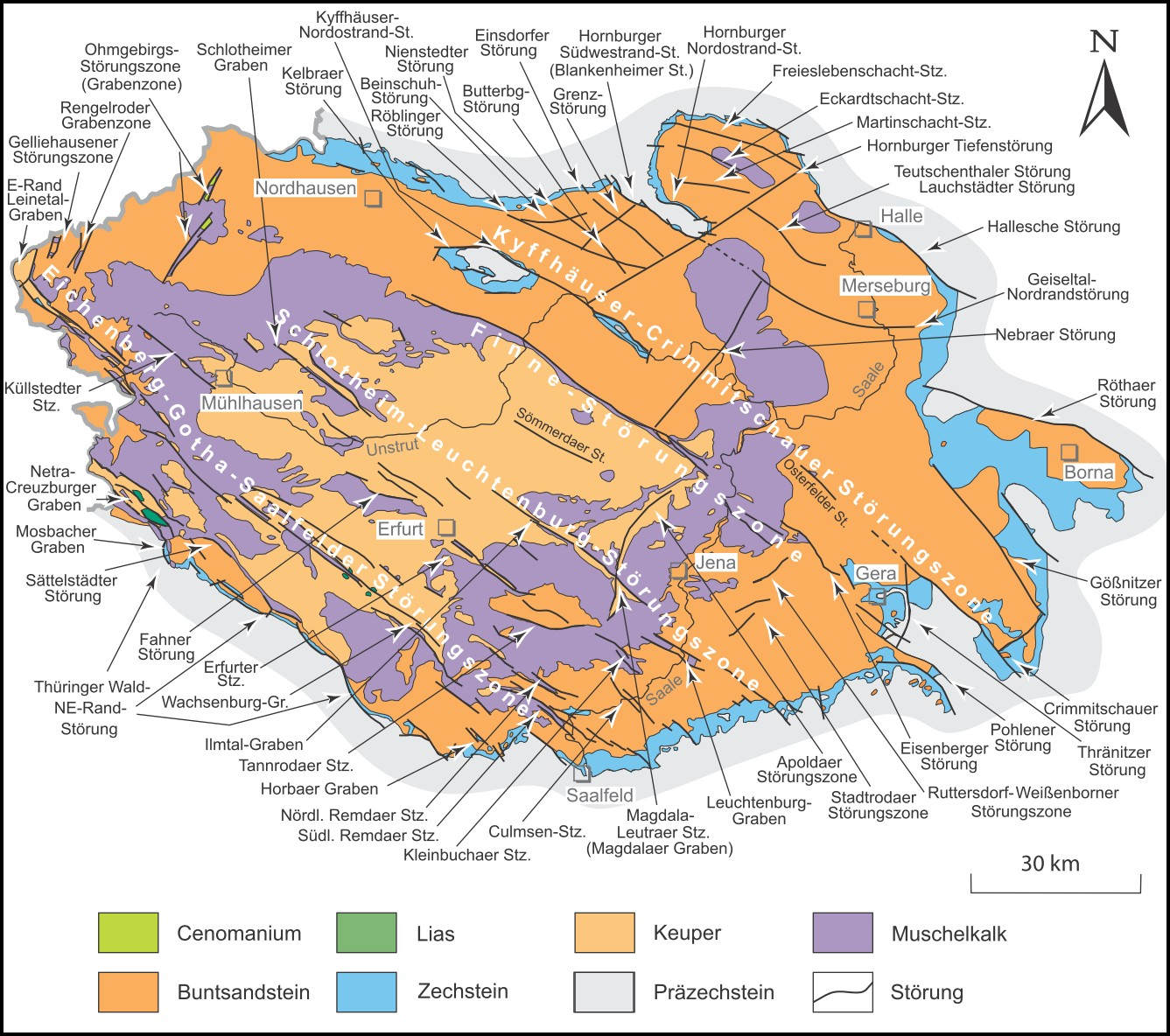
Störungszonen im Bereich des Thüringer Beckens

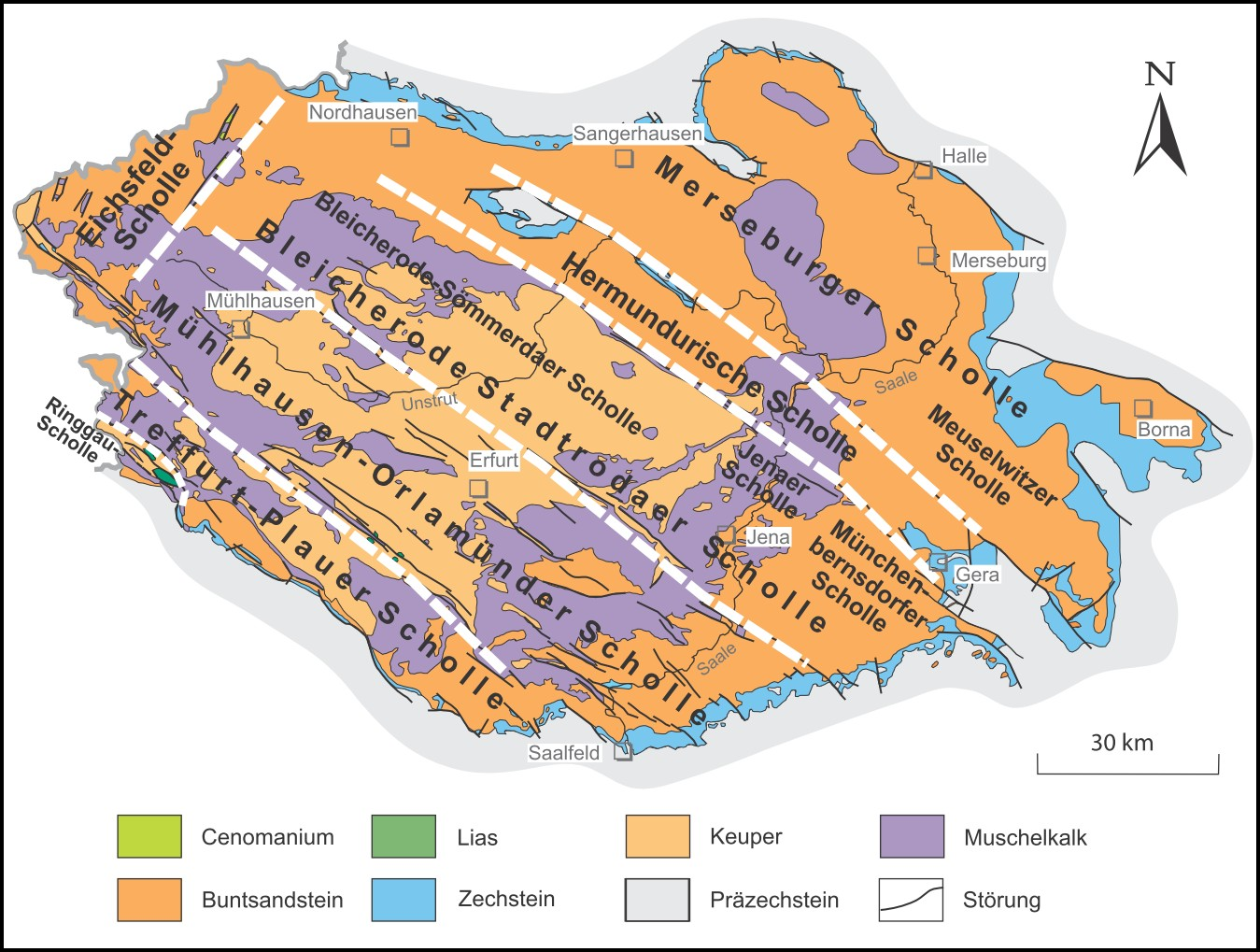
Schollengliederung des Thüringer Beckens

Das Gebiet des Thüringer Beckens und seiner Randplatten wird in der Hauptsache durch herzynisch, d. h. von Nordwest nach Südost verlaufende geologische Störungen (↓) in Grundschollen (→) gegliedert.
Von Nordosten nach Südwesten folgen aufeinander (Landschaften außerhalb der Haupteinheitengruppe in Kleinschrift):
- → Merseburger Scholle
  - Südharzer Zechsteingürtel nördlich Nordhausens, nördliches Unteres Unstrut-Berg- und Hügelland bei Sangerhausen und Helme-Unstrut-Niederung bei Artern
  -  Östliches Harzvorland westlich Halles und Querfurter Platte bei Querfurt
  - →  Meuselwitzer Scholle:
Westliches Leipziger Land westlich Leipzigs und Altenburg–Zeitzer Lösshügelland zwischen Weißenfels und Altenburg
- ↓Kyffhäuser–Crimmitschauer Störungszone
- → Hermundurische Scholle
  - Kyffhäuser, Windleite
  - Hohe Schrecke, Schmücke
  - Finne
  - Unteren Unstrutplatten südwestlich Naumburgs
  - Südwestliches Altenburg-Zeitzer Lösshügelland südlich und südöstlich Naumburgs
  - äußerster Norden der Saale-Elster-Sandsteinplatte nordwestlich Geras
- ↓Finne-Störungszone
  - ↓ Finne-Störung (zwischen Sondershausen und Thüringer Pforte nur schwache Flexur, von dort ab bis Bad Sulza N z. T. markante Nordostbegrenzung des Thüringer Beckens)
  - ↓ Frauenprießnitzer Störungen bei Frauenprießnitz
  - ↓ Eisenberger Störung bei Eisenberg
  - ↓ Pohlener Störung südlich Geras
- → Bleicherode–Stadtrodaer Scholle
  - → Bleicherode–Sömmerdaer Scholle
    - Bleicheröder Berge bei Bleicherode nebst Südabdachung im Unteren Eichsfeld
    - Dün (ohne Westen) und Hainleite
    - nordöstliches Thüringer Becken um Sömmerda
    - Ettersberg

  - ↓Apoldaer Störungszone von Apolda nach Südsüdwesten
  - → Jenaer Scholle (Nordteil der Ilm-Saale-Platte um Jena, an Wöllmisse, Hufeisen und Tautenburger Wald auch rechts der Saale)
  - ↓Stadtrodaer Störungszone bei Stadtroda
  - → Münchenbernsdorfer Scholle (Nordostteil der Saale-Elster-Sandsteinplatte bei Münchenbernsfeld)
- ↓Schlotheim–Leuchtenburg-Störungszone
  - ↓Schlotheimer Graben nebst Heilinger Höhen
  - ↓Ilmtal-Graben bei Weimar
  - ↓Magdalaer Graben bei Magdala
  - ↓Leutraer Störungszone bei Leutra
  - ↓Leuchtenburg-Graben (südlich versetzt, beiderseits der Saale bei Kahla)
- → Mühlhausen–Orlamünder Scholle
  - Westen des Dün, Osthälfte des Oberen Eichsfeldes, Hainich
  - Thüringer Becken um Mühlhausen
  - Ettersberg
  - Thüringer Becken um Erfurt
  - zentrale Ilm-Saale-Platte nebst eingebettetem Tannrodaer Waldland bei Tannroda
  - südwestliche Saale-Elster-Sandsteinplatte bei Saalfeld
  - Orlasenke bei Pößneck
- ↓Eichenberg–Gotha–Saalfelder Störungszone
(innerhalb des Keuperbeckens entlang Krahnberg, Seebergen und Drei Gleichen)
- → Treffurt–Plauer Scholle
  - Unteres Werrabergland von Witzenhausen flussaufwärts bis Treffurt, Nördlicher Ringgau
  - Westen des Oberen Eichsfeldes, Westabdachung des Hainichs
  - Westthüringer Berg- und Hügelland nördlich Eisenachs und südlich Gothas nebst Hörselbergen
  - Waltershäuser Vorberge bei Waltershausen
  - Ohrdrufer Platte östlich Ohrdrufs nebst Reinsbergen
  - Paulinzellaer Vorland bei Paulinzella

Weiterhin liegen auf anderen Schollen:
- der Nordwesten des Oberen Eichsfeldes südwestlich Heiligenstadts auf der Eichsfeld-Scholle (nordwestlich der vorgenannten Schollen)
- der Südliche Ringgau auf der Ringgau-Scholle links der Werra (westlich der vorgenannten Schollen)